# Heinrich von Struve

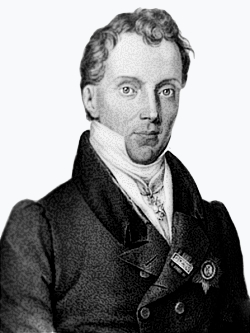
Heinrich von Struve

Heinrich Christian Gottfried von Struve (* 10. Januar 1772 in Regensburg; † 9. Januar 1851 in Hamburg) war ein deutscher Diplomat und Mineraloge.

## Leben
Heinrich von Struve war der Sohn des russischen Agenten und späteren russischen Gesandten in Regensburg Anton Sebastian von Struve (* 2. April 1729 in Kiel; † 7. April 1802 in Greiz), der seit dem 11. Mai 1756 mit Sophia Dorothea geb. Reimers († 21. April 1795) verheiratet war. Sie war die Tochter des ehemaligen herzoglich holsteinischen Legations-Sekretärs Reimers am Reichstag in Regensburg. Das Paar hatte insgesamt zwölf Kinder, von denen auch Struves ältere Brüder Johann Gustav von Struve (* 26. September 1763 in Regensburg; † 6. Mai 1828 in Karlsruhe) und Johann Georg von Struve (* 11. November 1766 in Regensburg; † 1. September 1831 in Jena) bedeutende Diplomaten wurden.
Struve besuchte das Gymnasium seiner Heimatstadt, studierte in Erlangen Staatswissenschaften und kam etwa Anfang 1789 nach Bonn, vermutlich, um dort seine Schwester Susanna Maria († März 1789 in Bonn) zu besuchen, die mit dem vorübergehend in Bonn tätigen Diplomaten Johann Ludwig Dörfeld (1744–1829) verheiratet war. Struve blieb auch nach dem Tod seiner Schwester in Bonn und gehörte dort bald zu den engsten Freunden des jungen Beethoven. Am 30. Oktober 1792 schrieb Struve in das Stammbuch des Komponisten, das dieser vor seiner Abreise nach Wien als Geschenk erhielt:
Bestimmung des Menschen.

Wahrheit erkennen, Schönheit lieben,

Gutes wollen, das Beste thun.

Bonn den 30ten October 1792.

Denk, auch ferne, zuweilen Deines

wahren aufrichtigen Freundes

Heinr. Struve aus Regensbrg.

in Russisch Kaiserl. Diensten

Symbol[um] Nach der Blüthe der Jugend erndte im reifern Alter

die Früchte der Weisheit ein.
Mit den ersten drei Zeilen zitiert Struve den jüdischen Philosophen Moses Mendelssohn. Seine Unterschrift deutet an, dass er zu dieser Zeit bereits im russischen Staatsdienst war – vermutlich als Gehilfe seines Vaters. Ende des Jahres 1796 begleitete er den russischen Staatsrat Friedrich Melchior Baron von Grimm auf dessen Posten als Gesandter beim niedersächsischen Kreis in Hamburg und später nach Braunschweig. 1810 wurde er zum korrespondierenden Mitglied der Göttinger Akademie der Wissenschaften gewählt. Ab 1813 wurde Struve zum russischen Geschäftsträger, anschließend zum Ministerresident und ab 1821 zum russischen Staatsrat in den Hansestädten Bremen, Hamburg und Lübeck ernannt. In Anerkennung seiner Verdienste wurde ihm 1812 der St. Annenorden zweiter Klasse und 1814 der St. Wladimirorden verliehen. 1816 wurde er korrespondierendes Mitglied der Kaiserlichen Russischen Akademie der Wissenschaften. Im Dezember 1828 wurde er Ehrenmitglied der Akademie.
Struve legte im Laufe der Jahre eine umfangreiche Mineraliensammlung an. Der Verbleib ist nicht eindeutig. 1820 soll sie vom Naturwissenschaftlichen Verein in Bremen erworben sein und heute zu den Beständen der Universität Bremen gehören. In den Adressbüchern von Hamburg für die Jahre 1830 und später finden sich wiederholt Hinweise auf „die große werthvolle, und durch die vortreffliche systematische Anordnung und Auswahl der Exemplare ungemein lehrreiche Mineralien-Sammlung“. Weitere Teile von Struves Sammlung sind im Mineralogischen Museum  der Russischen Akademie der Wissenschaften in Moskau erhalten. Struve war Mitbegründer eines naturwissenschaftlichen Museums in Hamburg und wurde am 10. August 1843 aus Anlass seines 50-jährigen Dienstjubiläums zum Ehrenbürger von Hamburg ernannt. 1822 wurde er zum Mitglied der Deutschen Akademie der Naturforscher Leopoldina gewählt. Der Chemiker Georg Ludwig Ulex benannte das Mineral Struvit nach Struve.
Er war in Hamburg Mitglied der Freimaurerloge Absalom zu den drei Nesseln.
Heinrich von Struve hatte 1801 Elisabeth Wilhelmine Sidonie Gräfin Oexle von Friedenberg (1780–1837) geheiratet. Dieser Ehe entstammte die Tochter Therese, die 1804 in Stuttgart geboren wurde.

## Schriften und Werke
- Heinrich von Struve: Briefe aus dem hohen Norden und aus dem Inneren von Rußland, geschrieben auf einer Reise in den Jahren 1833 und 1839. Nach den französischen Original-Briefen an den kaiserl. russischen Minister-Residenten, wirklichen Staatsrath von Struve in Hamburg. Perthes-Besser & Mauke, Hamburg 1840.
- Heinrich Christoph Gottfried von Struve: Dem Andenken des Königl. dänischen Etatsraths und Ritters, Caspar Freiherrn von Voght, gewidmet von einem seiner Freunde. Perthes-Besser & Mauke, Hamburg 1839 (books.google.de).
- Frederika Kudriavskaia von Freygang, Wilhelm von Freygang: Briefe über den Kaukasus und Georgien vom Jahre 1812. Strauß, Wien 1826 (books.google.de – französisch: Lettres sur le Caucase et la Georgie. Suivies d’une revelation d’un voyage en Perse en 1812. Hamburg. Übersetzt von Heinrich von Struve).
- Heinrich von Struve: Beiträge zur Mineralogie und Geologie des nördlichen Amerika’s. Nach Amerikanischen Zeitschriften bearbeitet von. Perthes & Besser, Hamburg 1822 (reader.digitale-sammlungen.de).
- Heinrich von Struve: Mineralogische Beiträge, vorzüglich in Hinsicht auf Würtemberg und den Schwarzwald. Ettinger, Gotha 1807 (books.google.de).
- Hofrath von Struve: Bemerkungen über den Alaunschieferbruch und die Alaunsiederei bei Reichenbach im Vogtlande. In: Johann Heinrich Voigt (Hrsg.): Magazin für den neuesten Zustand der Naturkunde mit Rücksicht auf die dazugehörigen Hülfswissenschaften. Band 11. Verl. des Landes-Industrie-Comptoirs, Weimar 1806, S. 522 f. (zs.thulb.uni-jena.de [abgerufen am 24. April 2017]).

## Porträt
Friedrich Adolph Hornemann: Heinrich Christoph Gottfried Struve, Lithographie, (1849?), Druck: Charles Fuchs, Hamburg, Digitalisat